# 弁護士・高林鮎子
『弁護士・高林鮎子』（べんごし たかばやしあゆこ）は、1986年から2005年まで日本テレビ系「火曜サスペンス劇場」で放送されたテレビドラマシリーズ。全34回。原作は宮脇俊三（第1作）、津村秀介（第2作 - 第34作）。製作は東映。主演は眞野あずさ。
ドラマのタイトルは第1作以来「女弁護士 高林鮎子」であったが、第24作以降は「弁護士 高林鮎子」となっている。

## 概要
草鹿法律事務所に所属する美人弁護士・高林鮎子が、数十年にわたって司法試験に落ち続けている万年補助者の竹森慎平とともに、主に被疑者の無実の証明のために弁護を受けることをきっかけとして、最終的に真実を明らかにして事件を解決するまでを描く作品。仕掛けとしてほぼ毎回、主に真犯人が鉄道・列車を利用してアリバイを主張し、それを崩すことで真実が明らかになっていく。そのキーは時刻表に隠されている。高林鮎子、竹森慎平、所長である草鹿達之介の3人の絶妙な掛け合いと、犯人によって何重にも張り巡らされたアリバイ崩しが高い人気を得ることとなった。高林鮎子や竹森慎平などの役は原作には全く登場しないドラマオリジナルのものであるが、その経緯の詳細については津村秀介『新横浜発12時9分の死者』の解説（1993年の講談社文庫版の解説（吉村晴夫）及び2003年の光文社文庫版の解説（新保博久）を参照されたい。
草鹿法律事務所のセットは、第7作で多少模様替えが加えられた以外はシリーズを通して基本的に変わらなかった。鮎子の名刺によれば草鹿法律事務所は東京都千代田区神田駿河台五丁目に存在することになっているが、第20作では日比谷の名を冠したビルに入っているという設定になっている。
同じ火曜サスペンス劇場、東映製作の『監察医・室生亜季子』と並び、初期から放映されていた人気シリーズとして現在でも再放送が多い（BS日テレでも第1回から再放送された）。

## キャスト

### 草鹿法律事務所
高林鮎子
演 - 眞野あずさ
弁護士（俗に言う勤務弁護士＝イソ弁）。冷静に事件関係者の心理を読みながら竹森慎平とともに事件を解決していく。3回で司法試験に合格し、司法修習の後に弁護士として草鹿法律事務所に所属。犯人によって各所に仕組まれた難解なトリックの謎を解明し、時刻表トリックの解明を得意とする慎平の助けを得てその裏付けをとる。車好きでドラマでは草鹿法律事務所まで車で向かうという形で登場することが多い。慎平からは「鮎ちゃん」あるいは「鮎っぺ」と呼ばれており、また、草鹿弁護士からは「高林君」と呼ばれている。兄がいる。
なお、『弁護士 高林鮎子』は眞野の代表作の一つであり、第19作の原作となった津村秀介『葡萄 夜行列車が運ぶ殺意』（1997年、トクマ・ノベルス）にエッセイを寄稿している。
竹森慎平
演 - 橋爪功
補助者であり調査員。高林とタッグを組み、事件を解決へと導く手助けをする。鉄道ファンであり犯人の仕組んだ複雑な時刻表トリックを解明することを得意とする。司法試験に挑戦しているが事務所の仕事が忙しいこともあってなかなか勉強が進まない。第1作のときから既婚で子どももいる設定だが妻子が劇中に姿を現すことはない。新聞記事を切り抜いてスクラップブックを作成するのが日課であり、これは草鹿法律事務所に保管されている。鮎子からは「慎平さん」と呼ばれており、また、草鹿弁護士からは「慎平」と呼ばれている（ただし、第1作で鮎子は「竹森さん」と呼んでいる）。
沢村千鶴子
演 - 星ともえ（第1作 - 第6作）、杉浦きよみ（第7作 - 第33作）
事務員。事件の解決には直接関わらないが、作品によっては事実関係の確認などを手伝っているものもある。鮎子や慎平からは「ちづちゃん」と呼ばれているが、事件解決に直接関わらないこともあってか、エンドロールのクレジットには「沢村千鶴子」という役名が付されていないことも多い。第34作（最終作）には登場しない。
草鹿達之介
演 - 丹波哲郎
所長で弁護士。所長として必要以上に経費がかさむことを気にしつつも、毎回、鮎子や慎平に事件解明の鍵を示唆する。ただ、時として直感的で奇想天外な示唆をすることもあり、それには鮎子や慎平も当惑してしまうが、結果的にその示唆は的を射たものであることが多い。鮎子や慎平からは「ボス」あるいは「先生」と呼ばれている（ただし、慎平は鮎子との会話の中で「とっつぁん」と呼んでいることもある）。

### ゲスト
第1作 - 第20作 / 第21作 - 第34作

#### 第1作 - 第20作（1986年 - 1997年）
第1作「寝台特急あさかぜ4号殺人風景」（1986年）
- 針生哲也（新進カメラマン） - 峰岸徹
- 一条夏子（針生の恋人） - 山口美也子
- 玄海スルメ - 林家珍平
- 野崎恒雄（カメラマン） - 内田稔
- 犬飼（警部補） - 平松慎吾
- 野崎志津（野崎の妻） - 小畠きぬ子
- 須賀良、上田耕一、五野上力、轟謙二、山本緑、林健樹、木村修、佐々森勇二、川口仁、加茂正一、平映子

第2作「L特急あずさ19号 逆転の殺意」（1987年）
- 小泉保彦 - 船越英一郎
- 大塚和子（国蔵の妻の連れ子） - 高樹沙耶
- 大塚国蔵（商事会社社長） - 藤岡重慶
- 大塚初子 - 久保菜穂子
- 千代美 - 八神康子
- 中村清子 - 三鈴栄子
- 女将 - 大坪日出代
- 内藤剛志、轟謙司、山岡八高、須賀良、河合絃司、木村修、山浦栄、村添豊徳、浜本健志、鎌田功、笠松長麿、寺井恵美、八百原寿子

第3作「新横浜発12時09分の女」（1988年）
- 村上リサ（佳奈子の娘） - 武田久美子
- 菊田佳奈子（実業家） - 前田美波里
- 村上信孝（佳奈子の最初の夫・画家） - 木村元
- 菊田藤夫（佳奈子の3番目の夫） - 長谷川哲夫
- 沢本次郎（佳奈子の弟） - 頭師佳孝
- 福永勝江（佳奈子の妹） - 山口奈美
- 宮脇（石川県警捜査一課 警部） - 中田博久
- 戸倉（加賀町警察署 部長刑事） - 勝部演之
- 福永啓吉（勝江の夫） - 三島新太郎
- 沢本昭一（佳奈子の弟） - 川端眞二
- 渡田広 - 山口将之
- 相川（刑事） - 丸岡奨詞
- 小宮敏子（佳奈子の知人） - 呉恵美子
- 堀内正美、妹尾洸、福原圭一、宝亀克明、鈴木信明、内田修司、浜幸一郎、酒井麻吏

第4作「信州飯田線殺意の天竜峡」（1988年）
- 近田昭彦（印刷所の営業） - 井上純一
- 伊藤純子（近田の恋人・高林鮎子の高校の後輩） - 北原佐和子
- 片瀬（部長刑事） - 名古屋章
- 木倉かね - 浦辺粂子
- 岡野康三（文芸評論家） - 桑原一人
- 平塚南警察署 捜査課長 - 大竹修造
- 君野みどり（OL） - 愛田夏希
- 木内（刑事） - 五野上力
- 相川（刑事） - 時本和也
- 位高源吉（近田の恩人） - 小鹿番
- きくち英一、奈辺悟、北山亜紀子、松尾晶代、松井紀美江、山浦栄、鎌田功、小山昌幸、駒崎涼太郎、中島義実、山田甲一

第5作「かいじ12号小淵沢で消えた不在証明」（1989年）
- 江守万希子（江守の妻） - 一柳みる
- 江守民男（東名銀行関内支店 支店長） - 岡本富士太
- 鳥塚（愛媛県今治警察署 部長刑事） - 左とん平
- 関根由貴（東名銀行港南支店 行員） - 小川乃り子
- 関根理恵（由貴の妹） - 松岡由美
- 大黒屋本館 女将 - 中川ヒロ子
- 滝沢俊作 - 西川敬三郎
- 刑事 - 峰村銀
- 永井（刑事） - 大石源吾
- 姫田（支店長） - 石山雄大
- 宝亀克朗、佐川二郎、松山恭尚、小林一、山田光一、北山亜紀子、山本緑、百地千寿、飯島小裕美、小甲登枝恵

第6作「船岡発普通列車 無縁坂の女」（1989年）
- 村松真理（村松の妻） - 萩尾みどり
- 宮本信夫（営業主任） - 江藤潤
- 尾形俊文（退職警官） - 佐藤英夫
- 村松俊明（浅野機器 営業部長） - 西田健
- 宮本よね（宮本の母） - 北城真記子
- 成瀬悦子（成瀬の妻） - 松井紀美江
- 宮本淑子（スーパーハマダイのパート店員・宮本の妻） - 北見青子
- 成瀬三郎（宮本の友人） - 下塚諒
- 清水（部長刑事） - 二瓶鮫一
- 上阪（日東カー用品（株）横浜営業所課長） - 友金敏雄
- 上野西警察署 捜査課長 - 堀田真三
- 五野上力、泉福之助、田嶋基吉、小林一、山浦栄、北山亜紀子、平野朝子

第7作「L特急しまんと6号 早春四国路殺人事件」（1990年）
- るり子（OL） - 七瀬なつみ
- 堀井隆生（佳代の夫） - 清水綋治
- 堀井佳代（中川の姉） - 金沢碧
- 中川康宏（ジャーナリスト） - 田中隆三
- 板倉茂男（日本住宅土地公団 理事） - 仲谷昇
- 青木（週刊広場 編集長） - 坂部文昭
- 老人 - 高杉哲平
- 直良（社長） - 田村貫
- 岩川（瀬戸内建設） - 柳沢紀男
- 菊地澄子（友人） - 酒井麻吏
- 川村みどり（目撃者） - 黒沢ひろみ
- 村木靖子（目撃者） - 織田めぐみ
- お茶の先生 - 上野綾子
- 森田（瀬戸内日報） - 潮哲也
- 加藤衛、深野晴美、榎本郁代、寺本浩、麻川里香子、小西百々代、伊藤良昭、小林一

第8作「北の旅、殺意の雫石」（1990年）
- 藤本亜紀（昌代の妹） - 日下由美
- 藤本昌代（ホステス） - 田島令子
- 川口満広（元バーテン・昌代の元愛人） - 堀内正美
- 長山敏江（ホステス） - 結城美栄子
- 秋山きよみ（川口の同棲相手） - 水木薫
- 夏野（警部） - 藤田宗久
- 橋本（盛岡北警察署 部長刑事） - 佐々木敏
- 巡査 - 小林一
- 工場主 - 山本廉
- 岸加奈子、世古陽丸、名辺悟、平工秀哉、きくち英一、山浦栄、大石源吾、大泉公孝、仲塚康介、菅野玲子、山本真由美、北山亜紀子、山本緑、星真理

第9作「北の街小樽に消えた女」（1991年）
- 野毛光行（横領事件の原告） - 美木良介
- 花村（弁護士） - 下条正巳
- 島田（札幌南警察署部長刑事） - 山田吾一
- 三井昌子（新進画家・力石の愛人） - 奈美悦子
- 力石典夫（野毛の姉の夫・転落死） - 石山雄大
- 水木由起子（画商） - 北林早苗
- 花村敬子（花村の孫） - 青山りえ
- 山崎栄雄 - 青島健介
- 記者 - 川島一平
- 坂崎（札幌南警察署刑事） - 山本伸吾
- 事務長 - 金子研三
- 医師 - 伊藤眞
- 札幌南警察署 捜査課長 - 増田再起
- 轟謙司、相馬剛三、小林一、寺本浩、小久保丈二、青山沙紀

第10作「博多－札幌殺人ルート」（1992年）
- 北沢雄一（美和と勇の伯父） - 頭師孝雄
- 古崎（大船東警察署 警部補） - 平泉成
- 村山美和（15歳） - 新井祐美
- 尾崎かおり（OL） - 織田めぐみ
- 村山勇（美和の弟） - 加藤衛
- 奥田（ゼブラ通運 社長） - 内田稔
- 中原（刑事） - 妹尾洸
- 矢島（刑事） - 椿田昇耶
- 早川（明太子屋（やまや）主人） - 轟謙司
- 捜査課長 - 増田再起
- 青山沙紀、今井かおり、平井一幸、植松洋、小林一、小久保丈二、芽野豪樹、山浦栄、山田光一、相馬剛三

第11作「能登に消えた女」（1993年）
- 脇本（羽咋警察署部長刑事） - 出光元
- 河辺和幸（河辺不動産 社長・雅江の腹違いの兄） - 佐藤仁哉
- 河辺角蔵（和幸の父） - 須賀不二男
- 藤田繁（河辺不動産 社員） - 石田新
- 羽咋警察署 刑事課長 - 石浜朗
- 遠山亘（前妻の弟） - 川島一平
- 天芯ラーメン主人 - 小鹿番
- 杉原いずみ（河辺不動産 社員） - 棟里佳
- 三林雅江 - 中川真由美
- 三林一行（雅江の夫） - 貞永敏
- 江崎（刑事） - 亜南博士
- 世古陽丸、伊予博史、浅海敏、田島貴美子、小甲登枝江、青山沙紀、山本緑

第12作「L特急あずさ13号の女」（1993年）
- 宍戸義隆 - 木下浩之
- 野本美子（野本の妻） - 岡本麗
- 野本滉一（店主） - 中西良太
- 中岡澄代 - 一色彩子
- 増田年男（東京貴金属 社員） - 伊藤昌一
- 増田かおる（増田の妻） - 北山亜紀子
- 遠山（刑事） - 河上剛徳
- 高田肇（高田印刷） - 刀坂悟
- 茂木周平（元教師） - 小池栄
- 村井（長野県警茅野警察署 部長刑事） - 石田太郎
- 山本緑、桂浜子、松尾昌代、浅海敏、伊藤良昭、山浦栄、山田光一、小久保丈二

第13作「北斗星1号複合の接点」（1993年）
- 岩下徹蔵（岩下資材輸送 社長・竹森慎平の知人） - 寺田農
- 岩下和美（岩下の娘） - 三沢明美
- 上島邦男（社員・和美の婚約者） - 宮沢風太郎
- 金森三郎（ラブホテルの住み込みマネージャー） - 粟津號
- マスター - 川島一平
- 野島（刑事） - 小林正希
- 平塚（福島県警福島警察署 部長刑事） - 佐々木敏
- 速水悠乃、青山リエ、小久保丈二、浅海敏、持丸雅樹、岡田孝之、高木麻紀、松尾晶代、阪上和子

第14作「浜名湖汽水域」（1994年）
- 前野義夫（真吾の兄） - 名古屋章
- 前野美保（真吾の娘・高林鮎子の幼馴染） - あめくみちこ
- 久保田（静岡県警西新居警察署 部長刑事） - 平野稔
- 前野真吾（前野工業所 社長） - 勝部演之
- 羽田友子（羽田の妻） - 鶴田さやか
- 藤岡加代（スナック「知床」ホステス） - 康本美紀
- 西岡夕子（スナック「知床」ママ） - 中川真由美
- 羽田進 - 幸英二
- 松居良三（義夫の友人） - 岡野耕作
- 石川（静岡県富士警察署 部長刑事） - 浜田東一郎
- 伊藤眞、田嶋基吉、六社山幸成、椿田昇耶、小久保丈二、山本緑

第15作「飛騨高山の女」（1994年）
- 有賀玲子（有賀の妻・先代社長の娘） - 秋本奈緒美
- 有賀正則（コンピュータ部品会社社長） - 藤堂新二
- 吉井クニ（吉井英二の母） - 今井和子
- 秋山美紀（社員・有賀の愛人） - 小野沢知子
- 高田幸代（社員） - 鈴木佳
- 蕪水亭 女将 - 北見青子
- 島（西熱海警察署 部長刑事） - 増田再起
- 水原（芝警察署 刑事） - 和泉史郎
- 種田トミ子（家政婦） - 阿部裕見子
- 一条ユカ（愛人） - 青木美津子
- スナックのママ - 阿久津克子
- 村岡（芝警察署 部長刑事） - 井上博一
- 堀田（総務部長） - 野口貴史
- 飛騨産業 社長 - 睦五朗
- 大石源吾、相馬剛三、山浦栄、斉藤克也、藤真秀、内野友徳、須賀章、小山昌幸、石田哲也、内田修司、越後宏樹、小久保丈二、樋口しげり、永野百合香、森安加代子、岩本愛美、谷本小夜子

第16作「霧の旅・唐津の殺人」（1995年）
- 川島千景（介護士・殺人前科者） - 久野綾希子
- 村野辰夫（弁護士） - 伊藤絋
- 岩井昭代（横浜保険会社OL・村野の愛人） - 風祭ゆき
- 萩原（片瀬警察署 部長刑事） - 中丸新将
- 川島修平（千景の兄） - 石井愃一
- 内藤靖夫（自称イベントプランナー） - 竹島博志
- 小西（刑事） - 小林正希
- 杉山洋子（千景の友人） - 今村明美
- 川島利子（修平の妻） - 木村有里
- 恵利子（看護師） - 酒井麻吏
- 雅子（看護師） - 北山亜紀子
- 友子（看護師） - 松尾晶代
- 平林伸子 - 速水今日子
- 岡野耕作、竹島博志、小松茂朗、戸田昌宏、相馬剛三、飯田和平、小久保丈二、越後宏樹、大石源吾、山本緑

第17作「支笏湖10時30分の女」（1995年）
- 西川靖江（推理小説作家） - 杜けあき
- 長塚清治（旅行会社「マリントラベル」社長） - 丹波義隆
- 室井カオル（旅行会社「マリントラベル」社員） - 立花理佐
- 杉本浅夫（テーマパーク警備員・元刑事） - 山田光一
- 山川伴子（テーマパーク従業員・元ホステス） - 菅野玲子
- 巡査 - 川島一平
- 久保元治（光子の愛人） - 工藤俊作
- 細野（文潮社 局長・草鹿達之介の大学の後輩） - 木村元
- 千野一郎（文潮社 編集部員） - 木下浩之
- コンビニ主人 - つじしんめい
- コンビニ女房 - 呉恵美子
- ホテルの営業部長 - キモサベポン太
- ホテルのマネージャー - 平田桃介
- 福田（竹森慎平の幼馴染） - 佐々木敏
- 松田真知子（美容院店長） - 樋口しげり
- 滝口（北海道警察 警部補） - 久富惟晴
- 亀山（北海道警察 刑事） - 小林正希
- 松尾晶代、山口麻里、速水ユノ、須藤淳一、高田強、小久保丈二、木村修

第18作「西の旅 長崎の殺人」（1996年）
- 松方竜也（ゆすり屋・元タクシードライバー） - 火野正平
- 宮下寛成（会社社長） - 武見竜磨
- 田村由起子（スナックのママ・宮下の愛人） - 山本ゆか里
- 川瀬（刑事） - 大城英司
- 早川健二（中学校教師） - 草川祐馬
- 榎本菊江（スナックのホステス） - 朝霧舞
- 東青梅警察署 副署長 - 田嶋基吉
- 宿沢 - 光岡湧太郎
- フロントマン - 奥久俊樹
- 橋田（長崎県時津警察署 部長刑事） - 野村昇史
- 竹本和正、荻田佳也子、吉田良全、加納健次、山浦栄、五野上力、須藤淳一、鳥越龍二、小久保丈二

第19作「寝台特急北斗星の女」（1996年）
- 江口栄子（石和東郵便局 元職員・芙美江の姉） - 杉田かおる
- 江口芙美江（遊園地勤務） - 白鳥夕香
- 水木淳也（石和東郵便局 職員・栄子の元婚約者） - 中本賢
- 尾高直昭（芙美江の恋人） - 大崎聖二
- 湯田康博 - 正希光
- 中川（京都府警察 刑事） - 江藤漢
- 刑事課長 - 伊藤洋三郎
- 老人 - 牧口元美
- 江口茂三（石和東郵便局 元職員・栄子と芙美江の父・4年前自殺） - 久木念
- 染谷光生（石和東郵便局 元局長） - 深江章喜
- 藤川（石和西警察署 部長刑事） - 大林丈史
- 多田功、増田再起、岩城茉莉、長沢政義、鈴木玄二、神田卓典、国重真実、堀田実正、三村晃弘、松尾晶代、小久保丈二

第20作「豊肥本線早春の死角」（1997年）
- 長浜重治（ルポライター・週刊事件の記者） - 須藤正裕
- 谷口（神奈川県藤棚警察署 警部） - 長谷川哲夫
- 森塚久志（パチンコ店従業員・真沙枝の恋人） - 石栗昌彦
- 浅野真沙枝（ホテルで売春をしていた女） - 関名利香
- 森塚キミ（森塚の母） - 大方斐紗子
- 古川（大津警察署 部長刑事） - 山本紀彦
- 週刊事件 編集長 - 真実一路
- ホテルのフロント - 和泉史郎
- 矢沢（熊本東警察署 刑事） - 正希光
- 留美 （アネシスのホステス）- 春井ユカ
- 斉藤牧子（真沙枝の姉） - 衣通真由美
- 幸子（美容師） - 光井みほ
- 朱美（美容師） - 藤貴子
- 若尾義昭、斉川一夫、小久保丈二、志村知幸、目黒とおる、末広亨、有吉博雅、泉福之介、山浦栄、五野上力、幸田直子、松尾晶代、若杉麻里亜、萩田佳世子、藤田むつみ、照本一代、劇団ひまわり、東映アカデミー

#### 第21作 - 第34作（1997年 - 2005年）
第21作「上毛高原逆流の殺意」（1997年）
- 植田育子（植田の妻） - 小林綾子
- 辻本茂（ホテルの板前） - 宮川一朗太
- 滝沢周造（滝沢貿易 社長） - 新克利
- 滝沢裕子（滝沢の後妻） - 桑田和美
- 植田隆英（デパートの仕入れ部門担当） - 刀坂悟
- 今野昭（滝沢の秘書） - 井上倫宏
- 大谷（沼田警察署 部長刑事） - 草見潤平
- 別所裕司 - 正希光
- 橋本喜美（家政婦） - 貴柴市子
- ルーム係 - 野平ゆき
- 理髪店主人 - 丸岡奨詞
- 清水 - 南川昇
- 増田再起、勝村淳、菊池隆志、菅野達也、有吉博雅、堀正彦、高月忠、山浦栄、五野上力、世古陽丸、高橋知美、手塚なな美、久保田祥子、原田千枝子、藤田むつみ、若杉麻里亜、山本緑、宮本千華子、東映アカデミー

第22作「北陸本線の死角」（1998年）
- 島岡冴子（OL・島岡の妹） - 野村真美
- 島岡康弘（区会議員） - 隆大介
- 小林真紀子（スナック経営者） - 愛川裕子
- 小林卓光（自動車修理工・真紀子の弟） - 山田アキラ
- 吉川（自動車修理工） - 山崎健二
- 野村小百合（真紀子の元同僚、占い師） - 竹内都子
- 永野（金沢中警察署 部長刑事） - 潮哲也
- 山口（金沢中警察署 刑事） - 佐藤竜
- 営業主任 - 正希光
- 典子（ホステス） - 野村ちこ
- 受付 - 弥生みつき
- 管理人 - 伊藤大輝
- 木庭 - 若尾義昭
- 番哲也、木元稜、岡崎宏、五野上力、堀正彦、永野佐武郎、加藤岳史、松川信、葛西俊之、佐々木睦、八百原寿子、有吉博雅、高月忠、藤田浩史、小久保丈二

第23作「秋田新幹線冬の迷彩」（1999年）
- 菅原昌枝（美里の祖母） - 菅井きん
- 加来トミ（元街金融業者・2週間前死亡） - 阿部寿美子
- 天野守夫（東名銀行天王町支店 行員） - 古籐芳治
- 平井由美子（美里の母） - 木村理恵
- 島木拓（工務店社長・トミの甥） - 桜金造
- 平井美里（元設計事務所社員・故人） - 児玉多恵子
- 田代（天王町警察署 部長刑事） - 佐々木勝彦
- 佐藤（設計事務所社長） - 山田アキラ
- 村田（秋田警察署 鑑識係長） - 五野上力
- 居酒屋主人 - ブッチー武者
- 天野理恵（天野の妻） - 実相寺吾子
- 阿部節子 - 池田道枝
- 浜野（医師） - 佐竹明夫
- 船橋（姫路警察署 刑事） - 江藤漢
- 宮本千華子、塩味薫、下崎篤、池田幹、武井信雄、森正樹、堀正彦、阿部武

第24作「東京環状線夏の迷走」（1999年）
- 西田直子（元旅館の女将） - 酒井和歌子
- 西田由里子（直子の娘・女子大生） - 小沢真珠
- 本橋昌弘（CDショップ経営者・元ホスト） - 竹本孝之
- 藤木隆次（ホスト） - 渋谷哲平
- アキラ（ホスト） - 石橋敦
- 木村（ホストクラブ店長） - 阿部裕
- 信彦（直子の兄） - 番哲也
- 池永真弓（由里子の親友） - 小松裕奈
- 平田貞夫（シーサイドホテル 元従業員） - 助川汎
- 平田勝子（平田の妻） - 呉恵美子
- 旅館女将 - 大和なでしこ
- 上山警察署 刑事課長 - 金子之男
- 熱川管理人 - 岡部征純
- 主婦 - 平榮子
- 川村マンション管理人 - 草野裕
- 堀江（小金井西警察署 部長刑事） - 浜田晃
- 藤貴子、松尾晶代、堀正彦、池田進、石田哲也、武井信雄、上原奈美

第25作「瀬戸内を渡る死者」（1999年）
- 岡田芙美（元ホステス・本名「滝田陽子」） - 一色彩子
- 滝田幹夫（スナック「リヤド」店主・滝田陽子の夫） - 並樹史朗
- 真知（クラブ「ルレーブ」元ホステス・幹夫の愛人） - 元井須美子
- 笹本トメ（滝田陽子の伯母） - 正司歌江
- 岸本義昭（麻雀イレブン 店主・幹夫の友人） - 冷泉公裕
- 種岡五郎（コスモファイナンス 社員・滝田陽子の元同棲相手） - 片桐竜次
- 焼肉屋「寿苑」おかみ - あき竹城
- 浅田美奈子（喫茶店店主） - 清水よし子
- 加納裕子（高林鮎子の大学時代からの友人） - 一柳みる
- 森安（香川県警高松北警察署 警部補） - 鵜沢秀行
- マンション「エクセレンス長山」管理人 - 妹尾正文
- 吉井（刑事） - 樽沢勇紀
- クラブ「ルレーブ」マネージャー - 正季光
- 主婦 - 川俣しのぶ
- 由紀（クラブ「ルレーブ」ホステス・真知の元同僚） - 佐藤直子
- 香川県警高松北警察署 刑事 - 山田アキラ
- 電器屋の主人 - 武川修三
- クラブ「Royal garden」ママ - 入江麻友子
- ウェイトレス - 藤田むつみ
- 大塚和明、福田寛、萱嶋敏男、永田麻美子、真坂吏子

第26作「雲仙長崎旅路の果て」（2000年）
- 山崎雅雄（税理士） - 篠田三郎
- 倉田（警視庁捜査二課 刑事） - 石橋蓮司
- 山崎友里（山崎の妻） - あめくみちこ
- 曽田知子（梶浦の元妻） - 竹井みどり
- 梶浦弘三（トラック運転手・滝野技研 元社員） - 草見潤平
- 堀岡隆史（大東機工 社員・滝野技研 元社員） - 戸井勝海
- 野口真理（高林鮎子の友人） - 鶴田さやか
- 岩田（宇都宮中央警察署 部長刑事） - 不破万作
- ラーメン屋おかみ - 重田千穂子
- ラーメン屋主人 - 嶋崎伸夫
- 石川秀治（大東機工 総務課長） - 岡野耕作
- 野本（社長） - 波多江清
- 松原（滝野技研 総務課長） - 堀正彦
- ホテルのフロントマン - 世古陽丸
- 山田光一、山浦栄、石月孝直、萱島敏男、玉木文子、松尾昌代

第27作「京都保津峡殺意の急流」（2000年）
- 森村信代（久野の元同棲相手・偽名「平田真弓」） - 若林しほ
- 久野礼子（久野の妻） - 河合美智子
- 久野真治（中央商事の営業マン・9年前は美大を目ざす予備校生） - 江原修
- 古屋（嵯峨警察署 部長刑事） - 佐藤仁哉
- 喫茶店のママ - 市田ひろみ
- 野沢友子（信代の同級生） - 光浦靖子
- アパート管理人 - 石井トミコ
- 高校の教頭 - 堀部隆一
- 西山（嵯峨警察署 刑事） - 千原靖史
- 武田祐司（久野の友人） - 蔵本隆史
- 平田正隆（平田真弓の夫） - 小林功
- 石井哲也（信代のいとこ） - 田原正治
- 岡本（アパート管理人） - 波多野博
- 桂木宣、羽野晶紀、須賀良、有島淳平、高月忠、福田達也、大庭繁太朗、石山浩亨、野崎正裕、山先貴章、中村淳、小西勝譲、西山清孝、藤沢徹夫、曽根田颯、佐藤耀敬、中島創大、山田アキラ

第28作「パリから届いた殺意」（2001年）
- 高田洋平（カメラマン・河合の親友） - 伊原剛志
- 河合康子（河合の母） - 谷口香
- 高田真理子（高田の妹・1年前自殺） - 佐藤友紀
- 久保田（東神田警察署 部長刑事） - 木村栄
- 河合哲郎（フリーカメラマン） - 冨家規政
- 佐川弥生（カメラマン） - 秋本奈緒美
- 関口信次（ツアーコンダクター） - 小久保丈二
- 中浦加奈（主婦・真理子の短大の先輩） - 本田理沙
- 横山佐知子 - 杉崎佳穂
- 地回り - 三波伸一
- 川村誠（高田の軽井沢に住む友人） - 田中健三
- 「道」のママ - 泉アキ
- 肉屋のおかみさん - 正司敏江
- 肉屋の主人 - 正司玲児
- 上沢美咲、佐藤智美、井田伸一、石山浩亨、小野了、高月忠、坂口進也

第29作「フレッシュひたち17号の偽証」（2001年）
- 深田美子（倉田住宅 元社員） - 石野真子（少女期：稲田まどか）
- 石井千春 - 大沢さやか
- 深田正子（和弘と美子の母） - 淡路恵子
- 成瀬裕子（スナック経営者・美子の高校のクラスメイト） - 清水由貴子
- 石井常男（千春の父） - 梅野泰靖
- 志村邦彦（倉田住宅 営業マン） - ひかる一平
- 深田和弘（農家・美子の兄） - 世古陽丸
- 筒井平助（石材店経営者） - 睦五朗
- 佐川（三島東警察署 部長刑事） - 頭師佳孝
- 深田孝子（和弘の妻） - 山本ふじこ
- 野沢亜紀（元喫茶店店員） - 須磨史衣
- 老妻 - 目黒幸子
- 黒坂（墨田警察署 刑事） - 辰巳佳太
- 中原朋子（美子の高校時代の友人） - 藤田むつみ
- 駅の売店の店員 - 松尾晶代
- 喫茶店店主 - 堀正彦
- マンション管理人 - 岩手太郎
- 辻（三島東警察署 刑事） - 吉永浩太郎
- アパートの家主夫人 - 正司照枝
- 土屋貴子、菊池隆志、多田幸代、日下部新、稲田まどか、佐藤智美、金子早樹、池田進、中西台次、中川隆介、滝島稔、石山浩亨

第30作「やまびこ6号・十和田湖に泣く女」（2002年）
- 三浦光明（ケーキ職人・由紀の夫） - 江守徹
- 三浦由紀（夫婦でケーキ店経営） - 中田喜子
- 五木田茂哉（デパートの警備部長・元白バイ隊員） - 中西良太
- 野沢瞳（一雄の事故の目撃者） - 松永香織
- 葛西（部長刑事） - でんでん
- 清水真木子（五木田の元妻） - 三浦リカ
- 林田登美子（店員） - 和泉ちぬ
- 十和田東病院 看護師 -  小柳友貴美
- 由香里（五木田の娘） - 永嶌愛里
- 阿部（刑事） - 池田進
- フリースクール教師 - 正希光
- 三浦一雄（三浦の息子・2年前死亡） - 荒木智弘
- 皆川亮介（バイク店店員・一雄の友人） - 林田直樹
- 支配人 - 田原正治
- 津軽東警察署 副署長 - 若尾義昭
- 三谷侑末、谷本小代子、山本祐太郎、石沢徹、川崎一馬、島田亮、河村隆一郎、内山彰夫、石山浩亨、田中耕三、東映アカデミー、日秀プロダクション

第31作「寝台特急トワイライトエクスプレスの罠」（2003年）
- 岡田紀子（石井玩具製作所 社員・梶本の婚約者・「トワイライトエクスプレス」乗客） - 川上麻衣子
- 岡田久子（紀子の母） - 渡辺美佐子
- 菅原国彦（梶本の友人） - 杉本哲太
- 梶本峰雄（弁護士・「トワイライトエクスプレス」乗客） - 川崎麻世
- 梶本和恵（梶本の姉） - 芦川よしみ
- 琴美 - 美山加恋
- 石井清子（石井の妻） - 松金よね子
- 塚田靖夫（債権者） - 鈴木ヒロミツ
- タケさん（ホームレス） - ミッキー・カーチス
- 矢野（千歳警察署 刑事） - 池田進
- 桜井郁子（梶本の法律事務所の事務員） - 土屋貴子
- 岡田謙吾（紀子の父・1年前病死） - 野村昇史
- 債権者 - 須藤為五郎
- 石井道夫（石井玩具製作所 社長） - 田山涼成
- 塚田（塚田の母） - 山本緑
- 石井瞳（石井と清子の娘） - 中村真由美
- 野口真理（「トワイライトエクスプレス」乗客） - 井上里砂
- 桑野節子（「トワイライトエクスプレス」乗客） - 大田沙也加
- レストランのママ - 松阪隆子
- 鎌田（千歳警察署 部長刑事） - 石田太郎
- 須賀良、石山浩亨、三上育子、三上勝由、近藤真由

第32作「山形新幹線・つばさ106号の乗客」（2003年）
- 野山英二（泰子の義父） - 平幹二朗
- 野山泰子（レストラン経営者） - 松原智恵子
- 平野聡子（平野の母） - 沢田亜矢子
- 魚津智子 - 重田千穂子
- 魚津志穂（智子の娘） - 浅川稚広
- 渡辺（道警北広島警察署 刑事） - 伊藤昌一
- 小田切（道警北広島警察署 刑事課長） - 山本紀彦
- 橋本（小田原西警察署 部長刑事） - 望月太郎
- 相馬（刑事） - 池田進
- 安藤（刑事） - 園岡新太郎
- 野山香織（泰子の娘・4年前死亡） - 原田佳奈
- 樋口義明 - 歌澤寅右衛門
- 木田早希（旧姓は工藤・平野の幼馴染） - 木下真利
- 平野功（以前ストーカー行為で服役） - 田島俊弥
- 泰子のレストランスタッフ - 甲斐道夫
- 堀正彦、和田周、榎本政孝、武川修造、荒井眞理子、石山浩亨、松本朋子、中山弓、金森和明、葛西昌子、藤田むつみ、立石亮、島田亮、宇尾香奈里、金子莉奈、黒須貴之、美津石喜夕、平賀海大、久保理輝、日秀プロダクション、東映アカデミー、エレメンツ

第33作「特急うずしお30号の罠」（2004年）
- 北原翔太（小学生） - 富岡涼
- 北原和彦（翔太の養父・歯科医） - 岡崎宏
- 北原美千子（翔太の養母・和彦の妻） - 愛華みれ
- 水田康代（翔太の実母・前科三犯） - 丘みつ子
- 尾久重男（康代の恋人） - 中西良太
- 渡辺清美（翔太の実伯母・渡辺賢一の姉） - 清水由貴子
- 小野裕美子（美千子の妹） - 藤田むつみ
- 北原誠一（和彦の兄・漁師） - 堀正彦
- 渡辺一郎（翔太の実祖父） - 入江正徳
- 岡野（部長刑事） - 深水三章
- 水田里子（翔太の実祖母） - 加藤治子
- 藤井（刑事） - 筒井巧
- 菅原（北海道警察 部長） - 助川汎
- 大矢兼臣、上原恵子、阿部光子、広田正光、武川修造、石山浩亨、髙田喜代音、清水由佳、水野大、前原実、大塚真紀、伊藤玉野、菅谷創汰、新海航樹、岡田信三

第34作「志摩の旅・みえ6号毒殺連鎖」（2005年）
- 手塚貴子（スナック「ペガサス」ホステス・文也の妻） - 池上季実子
- 手塚志穂（花屋の店員・文也の妹） - 中山エミリ
- 大庭宣子（大庭の妻） - 芦川よしみ
- 大庭隆三（大庭ハウジング 社長） - 天宮良
- 手塚文也（大庭ハウジング 社員・1年半前に転落事故で意識不明） - 西川亘
- 笠原宏次（大庭ハウジング 社員・文也の高校時代からの親友） - 永澤俊矢
- 田口淑子（スナック「ペガサス」ママ） - 未來貴子
- 矢島正一（スナック「ペガサス」バーテン） - 藤田まこと
- 渡辺（神奈川県警横浜警察署 刑事） - 宮川一朗太
- 瀬戸美枝子（大庭ハウジング 社員） - 重田千穂子
- 杉山（愛知県警豊橋警察署 刑事） - 石山輝夫
- クミ（スナック「ペガサス」ホステス） - 黒沢ひろ
- 伊勢志摩近鉄リゾート「賢島宝生苑」スタッフ - 元井須美子
- 明信生命保険町田支社 社員 - 芝村洋子
- 川上（神奈川県警横浜警察署 刑事） - 井田友和
- タクシードライバー - 松田章
- 神奈川厚生病院 医師 - 佐々木研
- 日向勉、高島広芳、坂本卓也、助川汎、石山浩亨、鈴木信明、法福法彦、髙田喜代音、水野大、清水由佳、トライアルプロダクション、テアトルアカデミー、東映アカデミー

## スタッフ
- 原作 - 宮脇俊三（第1作）、津村秀介（第2作 - 第34作）
- ナレーター - 平榮子
- 企画 - 小坂敬、長富忠裕、酒井浩至
- 脚本 - 高久進、石原武龍、小木曽豊斗
- 音楽 - 川村栄二、大谷和夫、丸谷晴彦、大谷幸、糸川玲子
- 監督 - 小山幹夫、鷹森立一、辻理、永野靖忠、小松範任、津崎敏喜
- 助監督 - 伊藤貴司、川田理、中野達夫、石川達郎、津崎敏喜、白川士、生田聰、冨塚博司、相沢淳、嶋田明美、中前勇児
- 技術協力 - 東通
- 制作協力 - 東映ビデオスタジオ
- チーフプロデューサー - 重松修、佐藤敦、増田一穂、梅原幹（日本テレビ）
- プロデューサー - 長富忠裕、雨宮望、前田伸一郎（日本テレビ）、桑原秀郎、吉村晴夫、島田薫（東映）
- 製作著作 - 東映
- 企画制作 - 日本テレビ

## 放送日程
- 第28作は「火曜サスペンス劇場20周年記念作品」として放送された。
- 第31作は「火曜サスペンス劇場 弁護士高林鮎子スペシャル」として放送された。
- 第34作は「火曜サスペンス劇場 特別企画」として放送された。

| 話数 | 放送日         | サブタイトル                                                                                                  | 原作                                 | 脚本              | 監督     | 視聴率 |
| ---- | -------------- | --- | ------------------------------------ | ----------------- | -------- | ------ |
| 1    | 1986年11月11日 | 寝台特急あさかぜ4号殺人風景                                                                                   | 『殺意の風景』                       | 高久進            | 小山幹夫 | 15.8%  |
| 2    | 1987年08月11日 | L特急あずさ19号 逆転の殺意 悪徳社長新幹線毒殺事件、記念写真のアリバイを崩せ                                   | 『京都着19時12分の死者』             | 高久進            | 鷹森立一 | 19.7%  |
| 3    | 1988年3月22日  | 新横浜発12時09分の女                                                                                          | 『新横浜発12時9分の死者』            | 高久進            | 辻理     | 21.1%  |
| 4    | 8月30日        | 信州飯田線殺意の天竜峡 女弁護士高林鮎子、横浜名物シウマイに守られた男のアリバイを崩せ!!                       | 『天竜峡殺人事件』                   | 高久進            | 永野靖忠 | 22.3%  |
| 5    | 1989年1月31日  | かいじ12号小淵沢で消えた不在証明                                                                              | 『諏訪湖殺人事件』                   | 高久進            | 鷹森立一 | 19.2%  |
| 6    | 7月18日        | 船岡発普通列車 無縁坂の女 妻殺しを自白した男には何故か完ぺきなアリバイがあった                                | 『異域の死者』                       | 高久進            | 鷹森立一 | 21.9%  |
| 7    | 1990年03月13日 | L特急しまんと6号 早春四国路殺人事件                                                                           | 『松山着18時15分の死者』             | 石原武龍          | 鷹森立一 | 21.3%  |
| 8    | 12月04日       | 北の旅、殺意の雫石 同じ日の同じ時間に東北と四国で二人の女が同時に殺された                                     | 『北の旅 殺意の雫石』                | 高久進            | 鷹森立一 | 19.4%  |
| 9    | 1991年04月09日 | 北の街小樽に消えた女 時間と空間の二重アリバイの壁を破れ！                                                     | 『小樽発15時23分の死者』             | 高久進 小木曽豊斗 | 永野靖忠 | 18.2%  |
| 10   | 1992年03月10日 | 博多－札幌殺人ルート 完全無欠のアリバイに突破口を捜せ！                                                       | 『横須賀線殺人事件』                 | 高久進            | 小松範任 | 17.9%  |
| 11   | 1993年01月26日 | 能登に消えた女 大阪発札幌行き、トワイライト号20時間の空白                                                     | 『能登の密室』                       | 高久進            | 鷹森立一 | 20.2%  |
| 12   | 5月11日        | L特急あずさ13号の女                                                                                           | 『白樺湖殺人事件』                   | 高久進            | 鷹森立一 | 22.8%  |
| 13   | 9月14日        | 北斗星1号複合の接点 上野－函館－福岡、二重三重アリバイの壁                                                    | 『海峡の暗証』                       | 高久進 小木曽豊斗 | 鷹森立一 | 19.8%  |
| 14   | 1994年03月01日 | 浜名湖汽水域 有明海－浜名湖－東京湾を結ぶ偽装心中事件                                                         | 『浜名湖殺人事件』                   | 高久進 小木曽豊斗 | 鷹森立一 | 19.7%  |
| 15   | 11月15日       | 飛騨高山の女 盲点をつく完璧なアリバイを突破した逆転の発想                                                     | 『飛騨の陥穽』                       | 高久進 小木曽豊斗 | 鷹森立一 | 19.9%  |
| 16   | 1995年04月04日 | 霧の旅・唐津の殺人 殺人現場に故意に残された前科ある女の指紋                                                   | 『霧の旅 唐津の殺人』                | 高久進 小木曽豊斗 | 鷹森立一 | 17.4%  |
| 17   | 10月10日       | 支笏湖10時30分の女                                                                                            | 『定山渓・支笏湖殺人事件』           | 高久進            | 鷹森立一 | 17.1%  |
| 18   | 1996年03月12日 | 西の旅 長崎の殺人 憎めないユスリ常習男のお粗末な不在証明                                                      | 『西の旅 長崎の殺人』                | 高久進 小木曽豊斗 | 鷹森立一 | 17.6%  |
| 19   | 11月19日       | 寝台特急北斗星の女 新種のブドウが実って芽吹いた復讐の種                                                       | 『葡萄』                             | 小木曽豊斗        | 鷹森立一 | 20.1%  |
| 20   | 1997年03月11日 | 豊肥本線早春の死角 アリバイ崩しを拒むスナップ写真の壁                                                         | 『琵琶湖殺人事件』                   | 小木曽豊斗        | 鷹森立一 | 21.1%  |
| 21   | 11月11日       | 上毛高原逆流の殺意 水上－大阪、二つの死に恨み紅葉を                                                           | 『逆流の殺意 水上着 11時23分の死者』 | 小木曽豊斗        | 鷹森立一 | 19.3%  |
| 22   | 1998年07月14日 | 北陸本線の死角 レンズ付きフィルム写真のトリックを暴け                                                         | 『加賀・兼六園の死線』               | 小木曽豊斗        | 鷹森立一 | 15.9%  |
| 23   | 1999年02月09日 | 秋田新幹線冬の迷彩 姫路－横浜、2つの殺人を結ぶ55の数字                                                        | 『目撃』                             | 小木曽豊斗        | 鷹森立一 | 21.2%  |
| 24   | 7月20日        | 東京環状線夏の迷走 関係者全員口を濁す殺人未遂事件の第2幕                                                      | 『伊豆の朝凪』                       | 小木曽豊斗        | 鷹森立一 | 23.3%  |
| 25   | 11月23日       | 瀬戸内を渡る死者 調べれば調べるほど不可解な女依頼人の正体                                                     | 『瀬戸内を渡る死者』                 | 小木曽豊斗        | 鷹森立一 | 20.0%  |
| 26   | 2000年04月11日 | 雲仙長崎旅路の果て 死にゆく妻のために夫が計画したある工作                                                     | 『長崎異人館の死線』                 | 小木曽豊斗        | 鷹森立一 | 19.3%  |
| 27   | 8月29日        | 京都保津峡殺意の急流 9年前の風景画に隠された女の夢と恥辱                                                      | 『保津峡殺人事件』                   | 小木曽豊斗        | 鷹森立一 | 14.2%  |
| 28   | 2001年07月03日 | パリから届いた殺意 死体の横のスズランの花言葉は純潔                                                           | 『巴里の殺意』                       | 小木曽豊斗        | 鷹森立一 | 18.6%  |
| 29   | 11月20日       | フレッシュひたち17号の偽証 介護に悩む娘が涙した痴呆母の夢追い子守唄                                           | 『水戸の偽証』                       | 小木曽豊斗        | 鷹森立一 | 21.4%  |
| 30   | 2002年05月07日 | やまびこ6号・十和田湖に泣く女 交通事故が狂わせた家族愛と鉄壁アリバイ                                          | 『奥入瀬・十和田湖殺人事件』         | 小木曽豊斗        | 鷹森立一 | 21.8%  |
| 31   | 2003年01月07日 | 寝台特急トワイライトエクスプレスの罠 京都発札幌行き列車の密室22時間 消えた婚約者が食べた仏料理の味            | 『札幌 月寒西の死線』                | 小木曽豊斗        | 津崎敏喜 | 21.0%  |
| 32   | 7月01日        | 山形新幹線・つばさ106号の乗客 〜北海道と箱根の死体を結ぶ母の折鶴と蘭の花束                                    | 『上高地・芦ノ湖殺人事件』           | 小木曽豊斗        | 津崎敏喜 | 20.2%  |
| 33   | 2004年07月06日 | 特急うずしお30号の罠 鳴門・宮島・登別を結ぶ母子の絆を裂く人形浄瑠璃の涙                                       | 『寝台特急富士の乗客』               | 小木曽豊斗        | 津崎敏喜 | 16.5%  |
| 34   | 2005年07月05日 | 志摩の旅・みえ6号毒殺連鎖 〜保険金狙いで魂を売った魔性の女！ 完全無欠の時刻表トリックを暴く真珠の涙と男の素顔 | 『毒殺連鎖』                         | 小木曽豊斗        | 津崎敏喜 | 14.9%  |

- 視聴率はビデオリサーチ調べ、関東地区・世帯